# Tim Väyrynen
Tim Väyrynen (Espoo, 1993. március 30. –) finn labdarúgó, a finn KuPS csatára.

## Sikerei, díjai

### Klub
Honka
- Finn bajnokság
  - 2.: 2013

- Finn kupa
  - győztes: 2012

- Finn ligakupa
  - győztes: 2010, 2011

 Dynamo Dresden
- 3. Liga
  - bajnok: 2015–16

### Egyéni
- Finn bajnokság gólkirálya: 2013